# Municipio de Pleasant (condado de Fairfield)
El municipio de Pleasant (en inglés: Pleasant Township) es un municipio ubicado en el condado de Fairfield en el estado estadounidense de Ohio. En el año 2010 tenía una población de 6083 habitantes y una densidad poblacional de 67,6 personas por km².

## Geografía
El municipio de Pleasant se encuentra ubicado en las coordenadas 39°46′12″N 82°32′8″O / 39.77000, -82.53556. Según la Oficina del Censo de los Estados Unidos, el municipio tiene una superficie total de 89.98 km², de la cual 89.69 km² corresponden a tierra firme y (0.32%) 0.29 km² es agua.

## Demografía
Según el censo de 2010, había 6083 personas residiendo en el municipio de Pleasant. La densidad de población era de 67,6 hab./km². De los 6083 habitantes, el municipio de Pleasant estaba compuesto por el 97.7% blancos, el 0.28% eran afroamericanos, el 0.15% eran amerindios, el 0.61% eran asiáticos, el 0.08% eran isleños del Pacífico, el 0.23% eran de otras razas y el 0.95% pertenecían a dos o más razas. Del total de la población el 0.97% eran hispanos o latinos de cualquier raza.